# Geschiedenis van het eiland Man

Kaart van Isle of Man

Het eiland Man heeft een lange geschiedenis. Het ontstond rond 8000 v.Chr. Nadat het een kolonie van Noorwegen was werd het daarna Schots en weer later Engels.
Sinds 1866 is het Brits Kroonbezit en heeft het een eigen regering.

## 8000 v.Chr - 1100 n.Chr

#### Prehistorie

Vlag van Isle of Man

Het eiland is rond 8000 v.Chr ontstaan, toen Groot-Brittannië los kwam van het Europese vasteland. De eerste tekenen van mensen zijn uit het Mesolithicum, rond 6500 v.Chr. De eerste bewoners van het eiland leefden als jagers in kleine, natuurlijke grotten. Ook hadden zij sommige gereedschappen, gemaakt van steen. Deze spullen zijn later teruggevonden langs de kust van het eiland.

#### Nieuwe steentijd
In de Nieuwe steentijd werd, net zoals op veel andere plekken op de wereld, gestopt met het leven als jager-verzamelaar en bloeide het boerenleven op. Mensen gingen huizen bouwen van en bleven vanaf dat moment op een plek wonen.
Zie bijvoorbeeld Meayll Hill, Ballafayle Cairn, Cashtal yn Ard, King Orry's Grave, Ballaharra Stones en de Cloven Stones.

#### IJzertijd
Vanaf de ijzertijd werd de cultuur op het eiland steeds meer beïnvloed door de Keltische cultuur. Langs de kust ontstonden grote walburchten. De eerste Kelten die naar het eiland toe kwamen waren waarschijnlijk afkomstig van het Britse vasteland.
Zie bijvoorbeeld The Braaid en Broogh Fort.

#### Romeinse tijdperk
De geschiedenis van Man in de Romeinse tijd blijft onduidelijk. Het is niet zeker of de Romeinen het eiland wel of niet hebben bezocht. Als dit wel het geval zou zijn dan is het zeker dat zij het eiland niet hebben overheerst

#### Vikingen
Rond de 8e eeuw vestigden de eerste Vikingen zich op het eiland. In 1079 werden de Manx in een veldslag bij Sky Hill, even buiten Ramsey, verslagen door de Vikingleider Godred Crovan. Zo werd het eiland een Noorse kolonie.
Zie bijvoorbeeld Tynwald Hill en The Braaid.

## 1100 n.Chr - 1800 n.Chr

#### Begin Schotse en Engelse overheersing
De Noorse overheersing was een gevoelig punt bij het steeds machtiger wordende Koninkrijk Schotland. Na de Schots-Noorse Oorlog tussen beide landen werd bij het Verdrag van Perth in 1266 het eiland overgedragen aan Schotland. Deze overheersing door Schotland duurde niet heel lang; in 1290 was het alweer in handen van  koning Eduard I van Engeland. Dit zou zo blijven tot 1313, toen het getouwtrek tussen Engeland en Schotland weer begon. Dit zou zo blijven tot 1346 toen Engeland weer de volledige controle kreeg. Hierna brak een periode van betrekkelijke rust aan op het eiland.
Zie bijvoorbeeld Hango Hill, St Michael's Chapel, St Mary's Chapel (Castletown), Derby Fort, Rushen Abbey, St Maughold Pillar Cross.

## 1800 n.Chr - heden
Vanaf de 19e eeuw ging het steeds beter met het eiland en is het eiland uitgegroeid tot een belangrijke toeristische trekpleister, maar vooral als een financieel centrum. Dit centrum ontwikkelde zich door de fiscale "off-shore" status van het eiland die veel fiscale voordelen geeft aan maatschappijen die ingeschreven zijn op het eiland.

### Eerste en Tweede Wereldoorlog
Op het eiland Man hield de Britse regering gedurende de Eerste en de Tweede Wereldoorlog meerdere duizenden burgers gevangen in interneringskampen.

### Meer autonomie
Vanaf de 20e eeuw groeide het nationalisme op het eiland. Als gevolg hiervan gaf het Verenigd Koninkrijk het eiland meer autonomie. Het land heeft inmiddels een volledig eigen parlement en een eigen munt, hoewel het eiland nog steeds erg afhankelijk is van het Verenigd koninkrijk.